# Пономарёв, Степан Васильевич
Степан Васильевич Пономарёв — советский военный и политический деятель, Краснознамёнец (1923).

## Биография
Родился в 1898 году на территории современной Калужской области. Член КПСС.
Участник Октябрьской революции и гражданской войны: боец Красной гвардии Лефортовского района Москвы, комиссар 3-го стрелкового полка 10-й Пермской дивизии, комиссар 89-го стрелкового полка, военный комиссар 2-й стрелковой дивизии, военком 5-й Витебской дивизии, военком 1-го конного корпуса, заместитель начальника ПУР Украинского военного корпуса.
Окончил Высшие политехнические академические курсы Военной академии РККА, курсы Марксизма, Экономический институт Красной профессуры.
В 1925—1928 гг. — военком Военноморской академии РККА и флота, заместитель начальника Орграспредотдела, 1-го отдела ПУ РККА.
В 1933—1935 гг. — политработник Туркестано-Сибирской железной дороги.
Делегат XVII съезда ВКП(б).
В 1935—1936 гг. — начальник Ленинградского института инженеров железнодорожного транспорта имени Рудзутака.
Репрессирован в 1937 году, выпущен на свободу в 1945 году, вновь арестован в 1948 году, выпущен на свободу в 1954 году, реабилитирован в 1956 году.
Умер в 1984 году в Ленинграде.

## Награды
- Орден Ленина (28.10.1967)
- Орден Октябрьской Революции (1978)
- Орден Красного Знамени (1923)